# 苏玛素
苏玛素（Bishop Salvador Masot y Gómez，O.P.1845年11月18日—1911年3月17日）多明我会会士、天主教福建北境代牧（1884-1911）。
1845年11月18日，苏玛素出生于西班牙萊里達的阿爾菲斯（Alfés）。。1869年6月16日（23岁），晋升神父。1884年6月20日（38岁）委任为福建北境第一任代牧，领Hauara主教衔。同年10月12日举行祝圣仪式。
苏玛素在任内主持修建了福州西門定遠橋天主堂和澳尾巷聖若瑟大修院。
1911年3月17日，苏玛素在西班牙巴倫西亞去世，享年65岁。